# Ludwig Gosewitz
Ludwig Gosewitz (* 20. Januar 1936 in Naumburg (Saale); † 2. Oktober 2007 in Bad Berka) war ein deutscher Künstler.

## Leben und Werk
Gosewitz studierte zunächst für ein Jahr an der Akademie für Tonkunst Darmstadt, anschließend von 1957 bis 1965 Musikgeschichte, Germanistik und Philosophie an der Johann Wolfgang Goethe-Universität und Philipps-Universität Marburg. Ab 1960 publizierte er erste eigene Arbeiten, zum Beispiel 1967 in der von Emmett Williams für die „Something Else Press“ zusammengestellten Anthology of Concrete Poetry. 1962 nahm er an Veranstaltungen der Fluxus-bewegung in Amsterdam teil, so bei den Parallelen Aufführungen Neuester Musik und 1964 an dem von Tomas Schmit organisierten Festival Actions / Agit-Pop / De-Collage / Happening / Events / Antiart / L`Autrisme / Art Total / Refluxus – Festival der Neuen Kunst in der Technischen Hochschule in Aachen teil. In den 1970er Jahren beschäftigte er sich mit Glaskunst, besuchte 1972 die „Glasfachhochschule Zwiesel“ und arbeitete in den Jahren 1973 bis 1978 in einer Glasmanufaktur in Berlin. Von 1988 bis 2001 war er Professor für die Fachklasse Glas an der Akademie der Bildenden Künste München.
Seine künstlerischen Arbeiten umfassen ein vielfältiges Feld von Zeichnungen, Mixed Media, Glasobjekte, Grafik, Typogramme, Wurftexte, Zahlenbilder, Konkrete und visuelle Poesie.

## Öffentliche Sammlungen

### Island
- Safn, Reykjavík

## Ausstellungen (Auswahl)
- 1982: documenta 7, Kassel; Museum Wiesbaden, Wiesbaden
- 1984: von hier aus, Messegelände, Düsseldorf
- 1985: Neue Nationalgalerie, Berlin
- 1990: 44. Biennale Venedig, Venedig; Museum Fridericianum, Kassel
- 2002: Kunstverein Weiden, Weiden; Neues Museum Weserburg, Bremen; Bellevue-Saal, Wiesbaden; Nassauischer Kunstverein, Wiesbaden; Stadtmuseum Wiesbaden, Wiesbaden; Kunsthalle Fridericianum, Kassel
- 2004: National Gallery of Iceland, Reykjavík
- 2005: Museo de Arte Contemporáneo, Santiago de Chile
- 2006: MALBA - Coleccion Costantini, Buenos Aires; Goethe-Institut São Paulo